# Cantó de Sòra
El cantó de Sòra és un cantó francès del departament de les Landes, situat al districte de Mont de Marsan. Té 4 municipis i el cap és Sòra.

## Municipis
- Argelosa
- Calen
- Lucsèir
- Sòra

## Història
| Data d'elecció                           | Identitat         | Partit | Qualitat |
| ---------------------------------------- | ----------------- | ------ | -------- |
| 1970-1988                                | Marcel Harribey   | RPR    |          |
| 1988-1994                                | Jean Lauga        | RPR    |          |
| 1994-2008                                | Jean-Marie Boudey | PS     |          |
| 2008-2009                                | Nicole Bippus     | PCF    |          |
| 2009-2010                                | André Rablade     | PCF    |          |
| 2010-                                    | Jean-Marie Boudey | PS     |          |
| les dades anteriors no són pas conegudes |                   |        |          |
|                                          |                   |        |          |

## Demografia
| 1962  | 1968  | 1975  | 1982  | 1990  | 1999  | 2006  |
| ----- | ----- | ----- | ----- | ----- | ----- | ----- |
| 1.588 | 1.923 | 1.805 | 1.765 | 1.760 | 1.760 | 1.896 |